# دریاچه دونگینگ
دریاچه دونگینگ (به لاتین: Dongting Lake) یک دریاچه در چین است که در هونان واقع شده‌است.